# 拜倫灣
拜倫灣（英語：Byron Bay）位於澳大利亞新南威爾斯州北海岸之北端，是個以沙灘和燈塔聞名的小鎮，鎮內的「拜倫角」為澳大利亞大陸的極東處。拜倫灣之名得於庫克船長以一位詩人的祖父之名；拜倫老先生曾以航海的方式周遊列國。

## 拜倫灣圖像

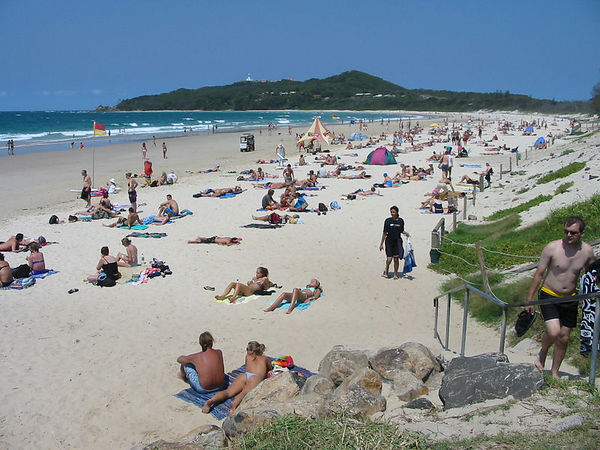
拜倫灣的海灘（2006年）.
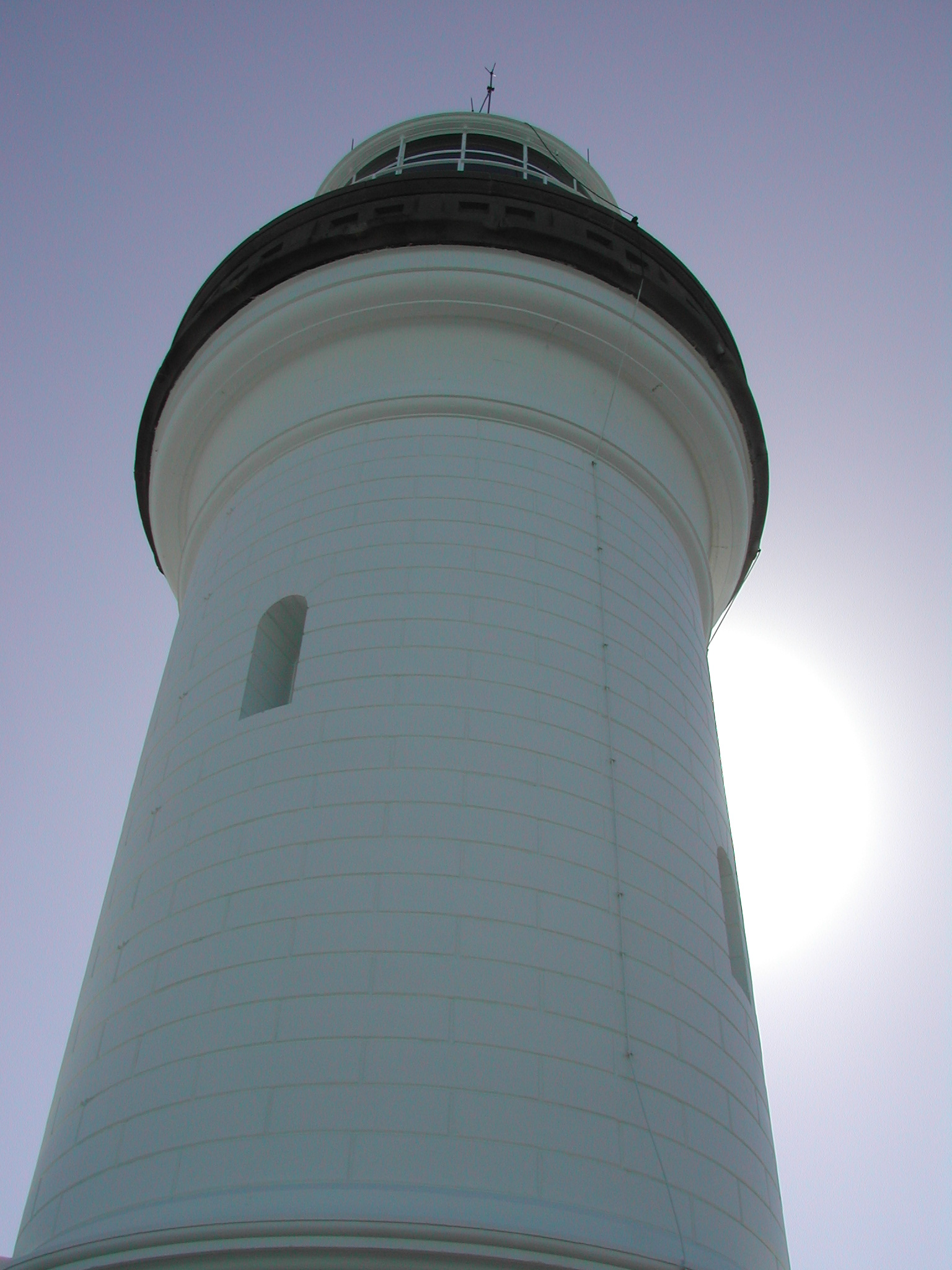
拜倫灣燈塔(近觀)
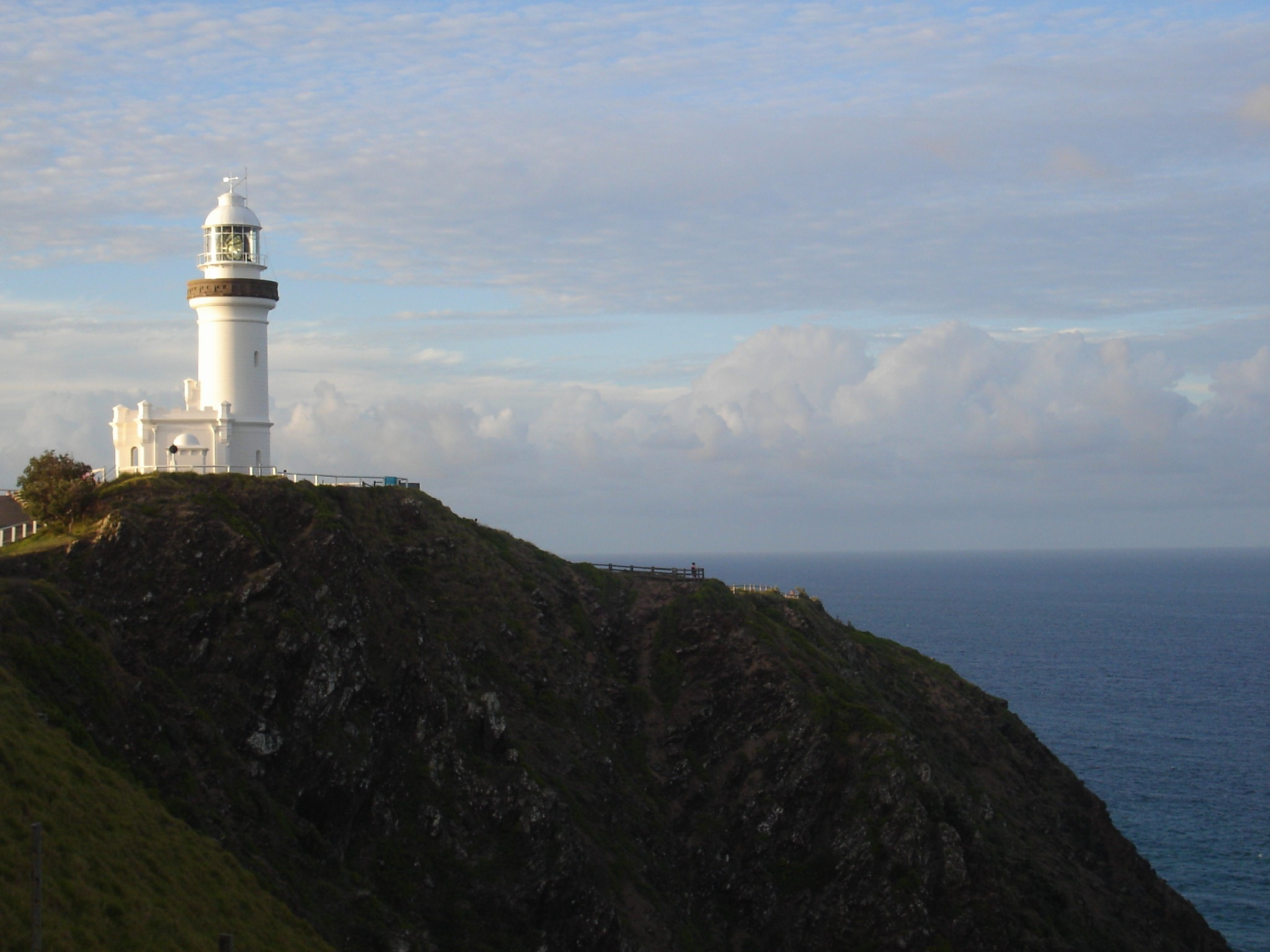
拜倫灣燈塔(遠眺)

## 外部連結
- 拜倫灣觀光導覽－住宿與旅遊 （页面存档备份，存于）
- 《InJoy》雜誌－當地社區刊物 （页面存档备份，存于）
- 拜倫郡新聞 （页面存档备份，存于）
- . Climate Averages for Australian Sites. 澳大利亞氣象局.   [2006-11-25]. （原始内容存档于2021-03-14）.